# Rocha Sobrinho
Rocha Sobrinho é um bairro pertencente ao município de Mesquita, na Região Metropolitana do Rio de Janeiro, estado do Rio de Janeiro. Faz limites com os bairros Vila Norma, Banco de Areia, BNH e Industrial, e com o município de São João de Meriti. 

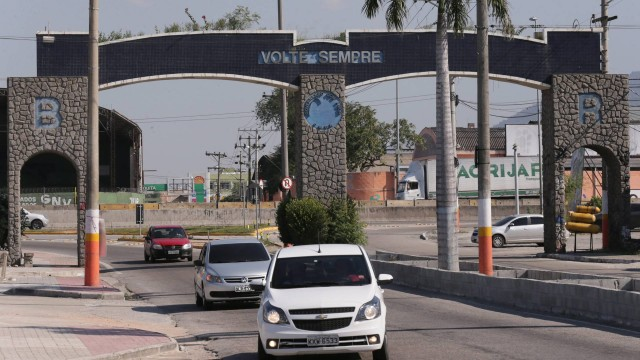
Antigo Pórtico Belford Roxo

Até a emancipação de Mesquita, em 1999, os bairros de Rocha Sobrinho, BNH,  que deixou de ser um sub-bairro de  Rocha Sobrinho e tornou-se um bairro independente,   Jacutinga ( que era o antigo nome de Belford Roxo ), e o Bairro Industrial pertenceram por um curto período a Belford Roxo, Rocha Sobrinho por sinal ainda tem laços com sua antiga cidade, parte do bairro ainda fica na sua antiga do outro lado da (BR 116, o bairro é cortada pela BR 116 onde fica o pórtico, símbolo da entrada de  Belford Roxo, que por protesto por ter perdido 50% do bairro e a estação centenária, não foi mudado o nome, o limite entre as cidades de Nova Iguaçu e Belford Roxo era feito pela linha férrea, mas com a antiga disputa entre as cidades pelo Rio da Prata, Nova Iguaçu apoiou Mesquita para ter o limite municipal que hoje é feito pela Via Dutra (BR 116).

## História
O nome origina-se da Estação Ferroviária Rocha Sobrinho, fundada em 1914. Atualmente, está servindo como um posto de manobras de trens de carga.

O bairro está localizado às margens da linha ferroviária da MRS Logística e do Rio Sarapuí, que separa o município de Mesquita de São João de Meriti e Nilópolis.